# Ordem dos Advogados de Moçambique
A Ordem dos Advogados de Moçambique (OAM) é uma pessoa jurídica de natureza colectiva de direito público representativa dos licenciados em Direito que, em conformidade com os preceitos do seu estatuto e demais disposições legais aplicáveis, exercem a advocacia.É independente dos órgãos do Estado, regendo-se por regras próprias e goza de autonomia administrativa, financeira e patrimonial.
Faz parte da União dos Advogados de Língua Portuguesa.

## História
A instituição foi criada no dia 14 de setembro de 1994 pela Lei n.º 7/94 que, também, aprovou o Estatuto da Ordem e os serviços primeiros ficaram a cargo de uma Comissão Instaladora, que foi criada em 1995 por um ato administrativo baixado pelo Ministro da Justiça.
A composição dos órgãos da Ordem resultado das primeiras eleições era a seguinte:          
Mesa da Assembleia Geral
Dra. Maria Leonor Joaquim (Presidente)
Dr. Daniel Joanes Teles Martins (Vice - Presidente)
Dr. Francisco Joshua (Vice - Presidente)  
Conselho Jurisdicional
Dr. António Albano Silva (Presidente)
Dr. Manuel Herinque Franque (Membro) 
Dra. Luísa Chadraca (Vice - Presidente) 
Dr. Mussagy Jamú (Membro)
Dr. Boavista Salomão Gune (Membro)  
Conselho Directivo
Dr. Carlos Alberto Cauio (Presidente)
Dr. Américo António Fortuna (Membro)
Dr. José Manuel Caldeira (Vice - Presidente) 
Dr. Rufino Nombora (Membro) 
Dr. Benjamin Alfredo (Tesoureiro) 
Dr. Jorge Felisberto Mabuie (Secretário)

## Atribuições legais
Por força da Lei n.º 7/94 o artigo quarto do Estatuto da Ordem dos Advogados de Moçambique elenca as atribuições da instituição:
- Defender o Estado de direito, os direitos, liberdades e garantias individuais e colaborar na boa administração da justiça;
- Contribuir para o desenvolvimento da cultura jurídica e aperfeiçoamento do direito, devendo pronunciar-se sobre os projectos de diplomas legislativos que interessam ao exercício da advocacia;
- Participar no estudo e divulgação das leis e promover o respeito pela legalidade;
- Zelar pela função social, dignidade e prestigio da profissão de advogado e promover o respeito pelos respectivos princípios deontológicos;
- Defender os interesses, direitos, prerrogativas e imunidade dos seus membros;
- Atribuir o titulo profissional de advogado e de advogado estagiário e regulamentar o exercício da respectiva profissão;
- Exercer jurisdição disciplinar exclusiva sobre os membros;
- Promover o estreitamento de relações com organismos congéneres estrangeiros;
- Emitir, obrigatoriamente, parecer sobre propostas legislativas inerentes ao exercício da advocacia. A emissão do parecer não condiciona a iniciativa dos órgãos competentes nem obriga ao órgão que o recebe;
- Exercer as demais funções que resultam das disposições deste estatuto e de outros preceitos legais.

## Lista dos bastonários
- Carlos Alberto Cauio
- Gilberto Caldeira Correia
- Tomás Luís Timbane
- Flávio Prazeres Lopes Menete
- Duarte da Conceição Casimiro
- Carlos Joaquim Nogueira Martins